# Bazilika Panny Marie Růžencové (Fátima)
Bazilika Panny Marie Růžencové (portugalsky: Basílica de Nossa Senhora do Rosário) je římskokatolický kostel a součást fátimského sanktuária ve Fátimě v Portugalsku.

## Historie
Bazilika je zbudována na místě, kde tři děti, Francisco a Jacinta Marto a Lúcia dos Santos, 13. května 1917 pásly ovce. Když se vracely domů, protože si myslely, že přichází bouře, zjevila se jim Panna Maria.
Plány kostela vypracoval nizozemský architekt Gerard van Krieken. 13. května 1928 posvětil évorský arcibiskup Manuel da Conceiçăo Santos základní kámen stavby a 10. října 1953 byl chrám vysvěcena. Titul Basilica minor mu udělil papež Pius XII. v roce 1954 dekretem „Luce Suprema“.
Uvnitř se nacházejí hroby všech tří vizionářů z roku 1917. V okenních vitrážích jsou znázorněna zdejší mariánská zjevení.
Ve dnech 13. května a 13. října, tedy ve výročí začátku a konce fatimských mariánských zjevení, baziliku navštíví kolem milionu lidí. Ročně se její návštěvnost pohybuje okolo 4 milionů.

## Architektura
Celá bazilika je postavena z kamene z regionu Moimento v neobarokním slohu a vnitřní oltáře jsou vyrobeny z portugalského mramoru z okolí Estremoz, Pena Pinheira a Fátimy. Chrám má 70,5 metrů na délku a 37 metrů na šířku. Na fasádě se nalézají mramoroví andělé od Albana Françy. Kostelní věž je vysoká 65 metrů a zakončuje ji bronzová koruna o hmotnosti 7000 kg a kříž, který je v noci podsvícený. Zvonkohru tvoří 62 zvonů, z nichž největší váží 3000 kg.

## Zařízení
Uvnitř baziliky se nachází 15 oltářů a každý je zasvěcen jednomu tajemství růžence. Ve čtyřech rozích chrámu jsou umístěny sochy svatých Antonína Maria Clareta, Dominika, Jana Eudese a Štěpána Uherského.
Mezi poklady kostela patří irská monstrance z roku 1949. Je považována za jedno z nejvýznamnějších děl irského sakrálního umění.

### Varhany
Chrámové varhany pocházejí z roku 1952 a byly sestaveny italskou firmou Fratelli Rufatti z Padovy. Skládají se z pěti samostatných částí, které byly složeny dohromady roku 1962. Mají 152 registrů a okolo 12 000 píšťal vyrobených z olova, cínu a dřeva.

### Socha Panny Marie Růžencové
Nad hlavním vchodem do baziliky stojí ve výklenku mohutná socha Panny Marie Růžencové (4,73 metrů vysoká a 14 tun těžká), kterou v Itálii vyřezal americký dominikán Thomas McGlynn (1906 – 1977). Při práci se řídil instrukcemi vizionářky Lúcie dos Santos, která mu dokonale popisovala vzhled Panny Marie při zjeveních. Výsledný efekt je dílem jejich spolupráce. Socha byla přivezena do Fátimy 13. května 1958, jako dar amerických katolíků.
Socha připomíná obsah zpráv týkajících se oddanosti Neposkvrněnému Srdci Panny Marie, které dětem sdělila při prvních třech zjeveních v Cova da Iria a v Pontevedra: zaslíbení prvních sobot v měsíci, zasvěcení Ruska a konečné vítězství jejího neposkvrněného srdce.

## Galerie

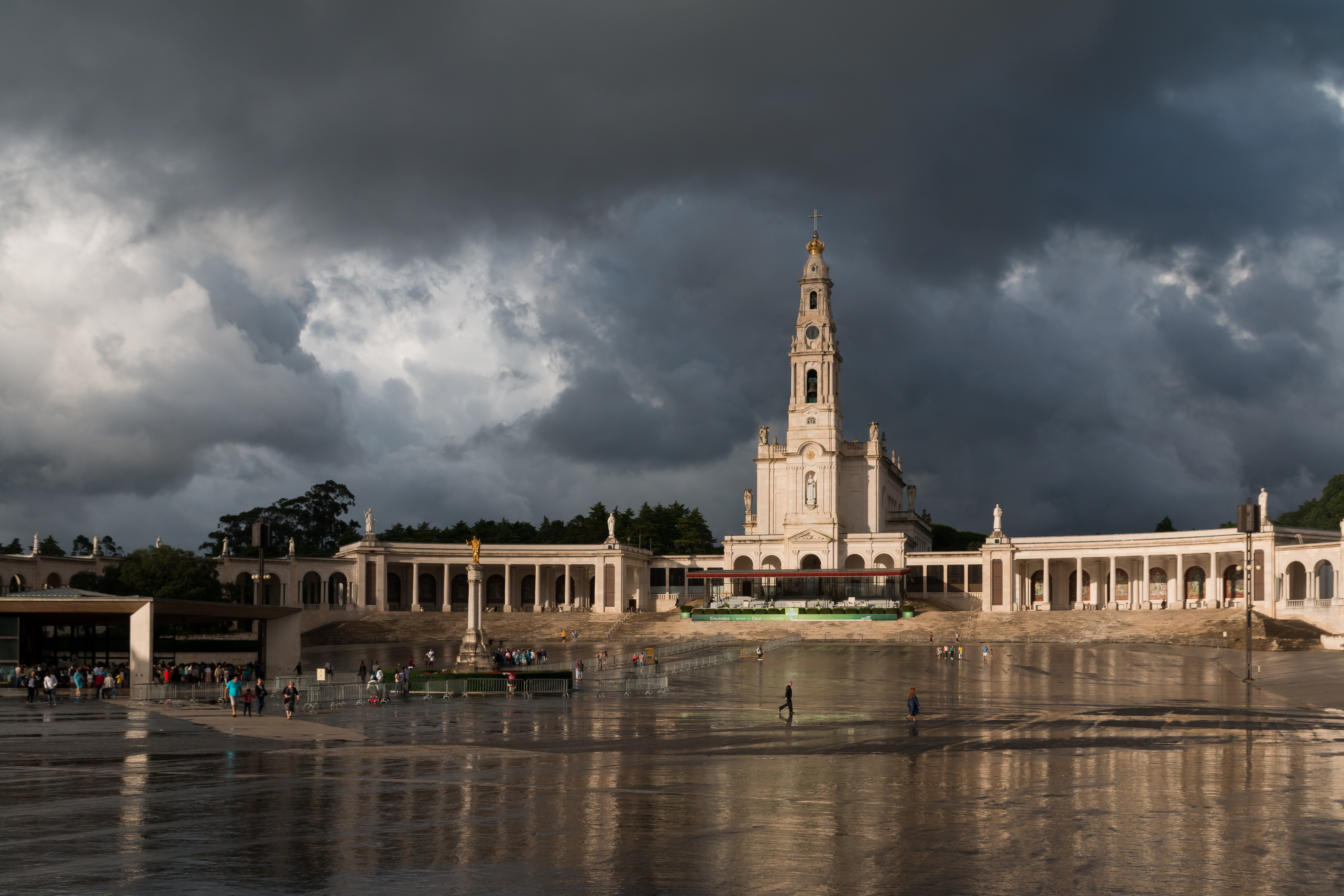
Prostranství před bazilikou
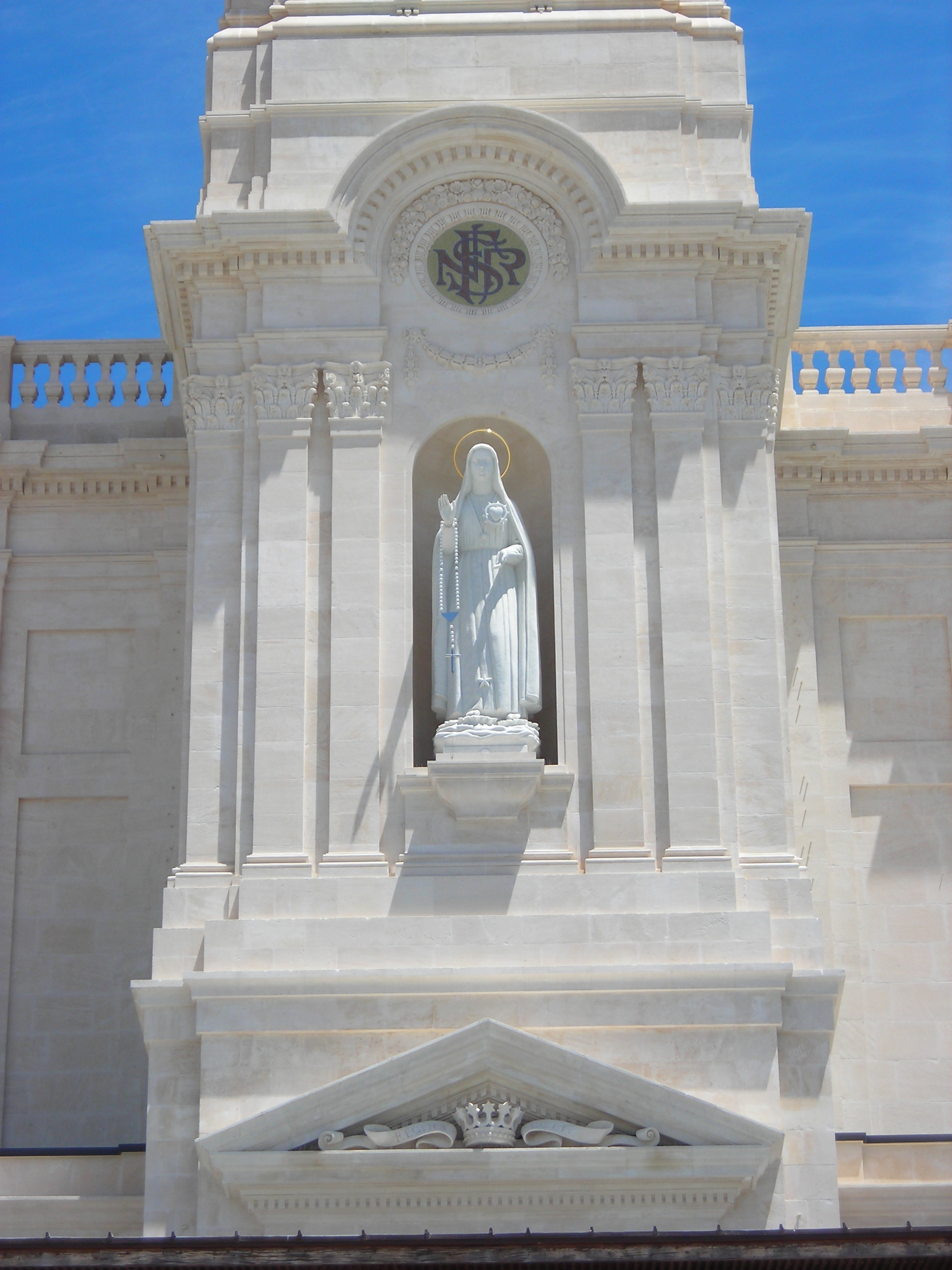
Socha Panny Marie Růžencové nad vstupem
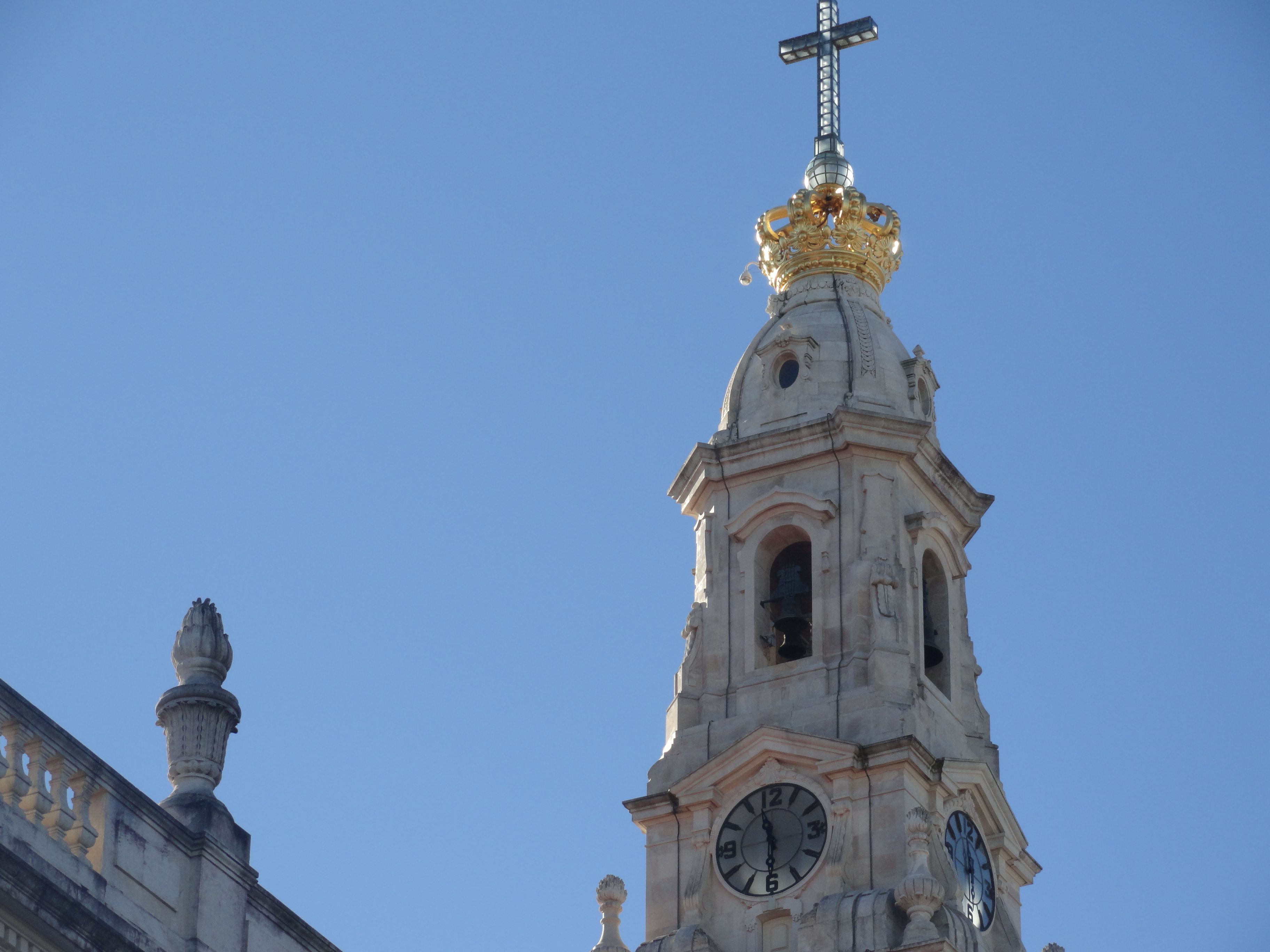
Vrchol věže s bronzovou korunou
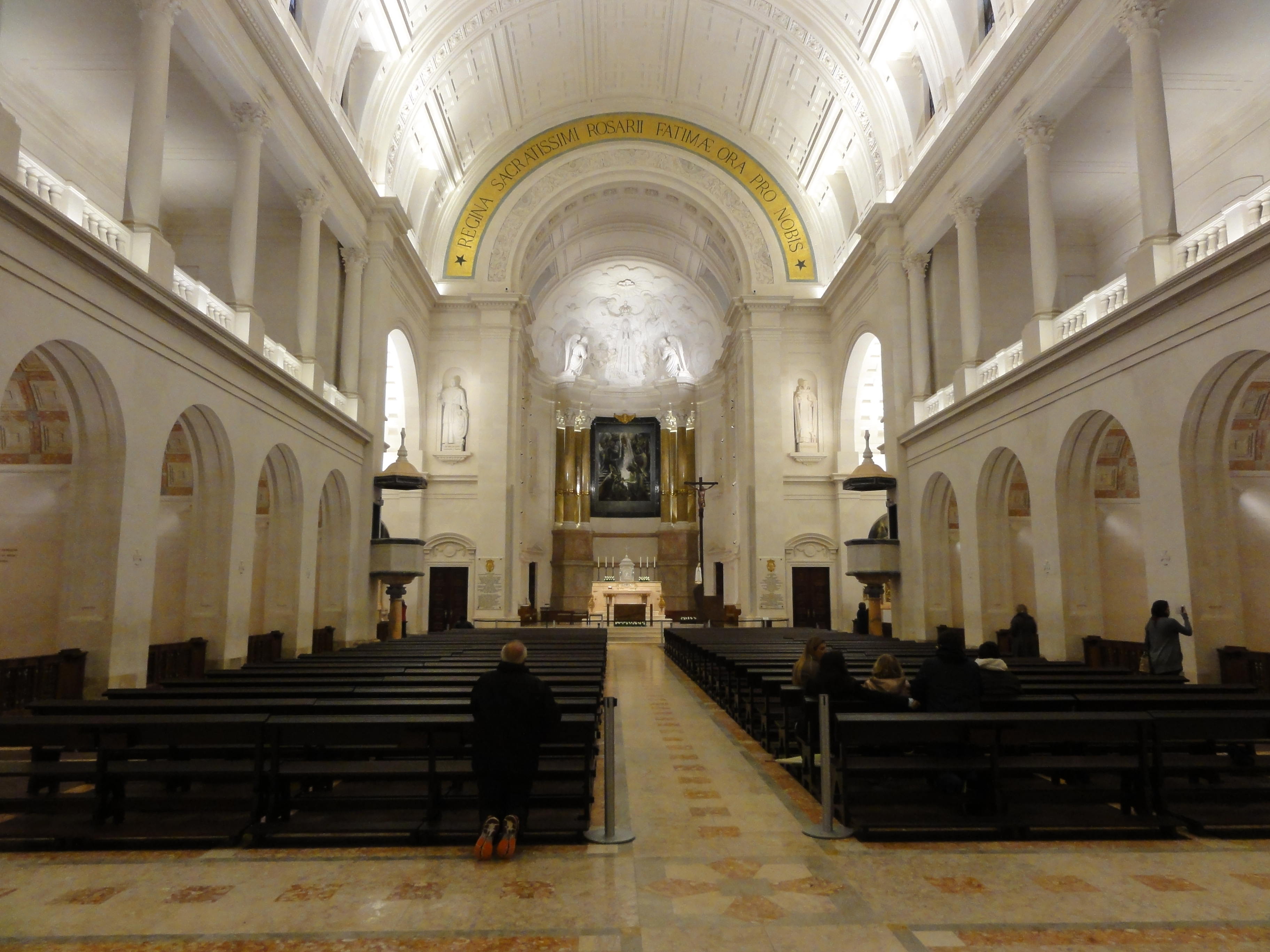
Hlavní loď
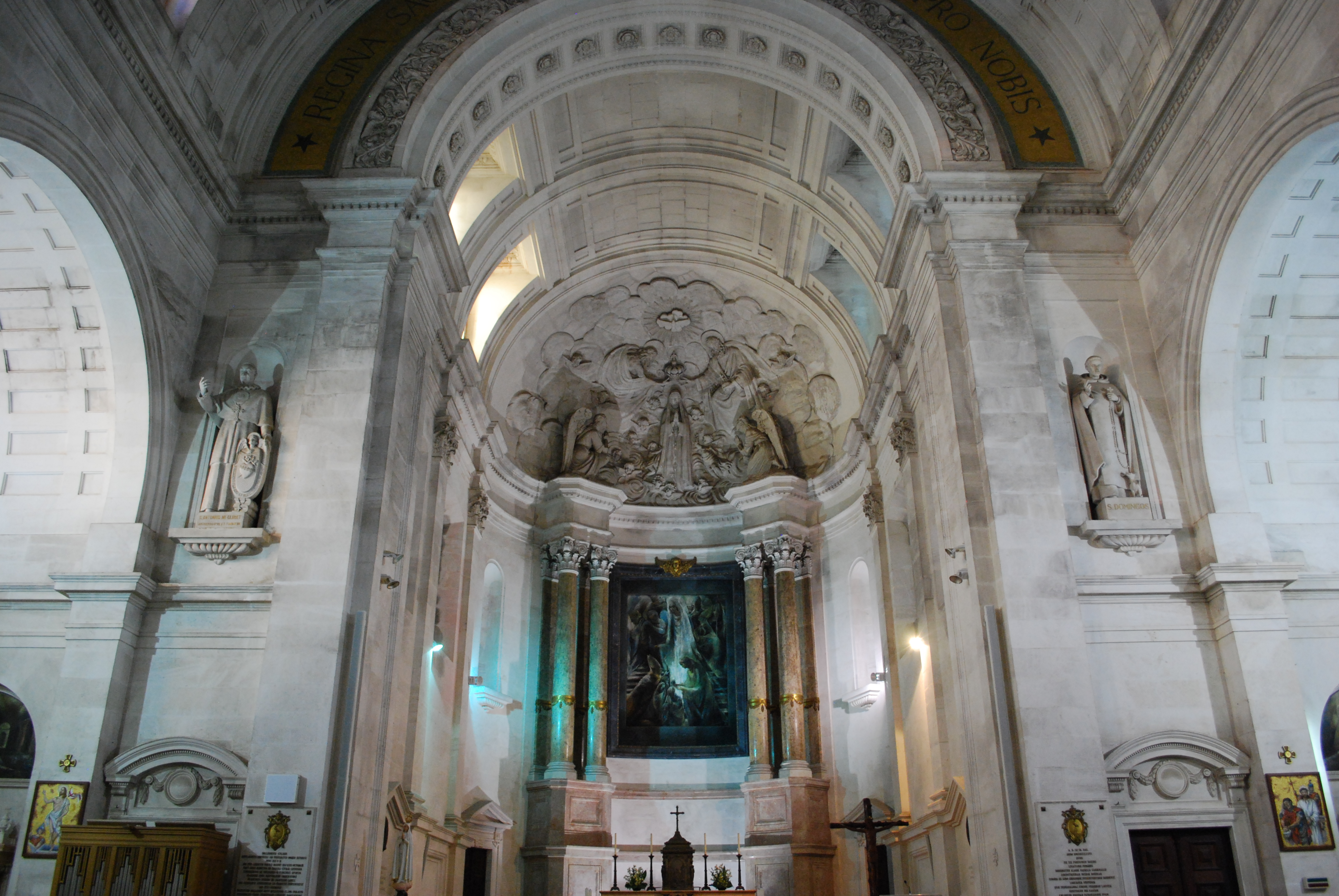
Hlavní oltář
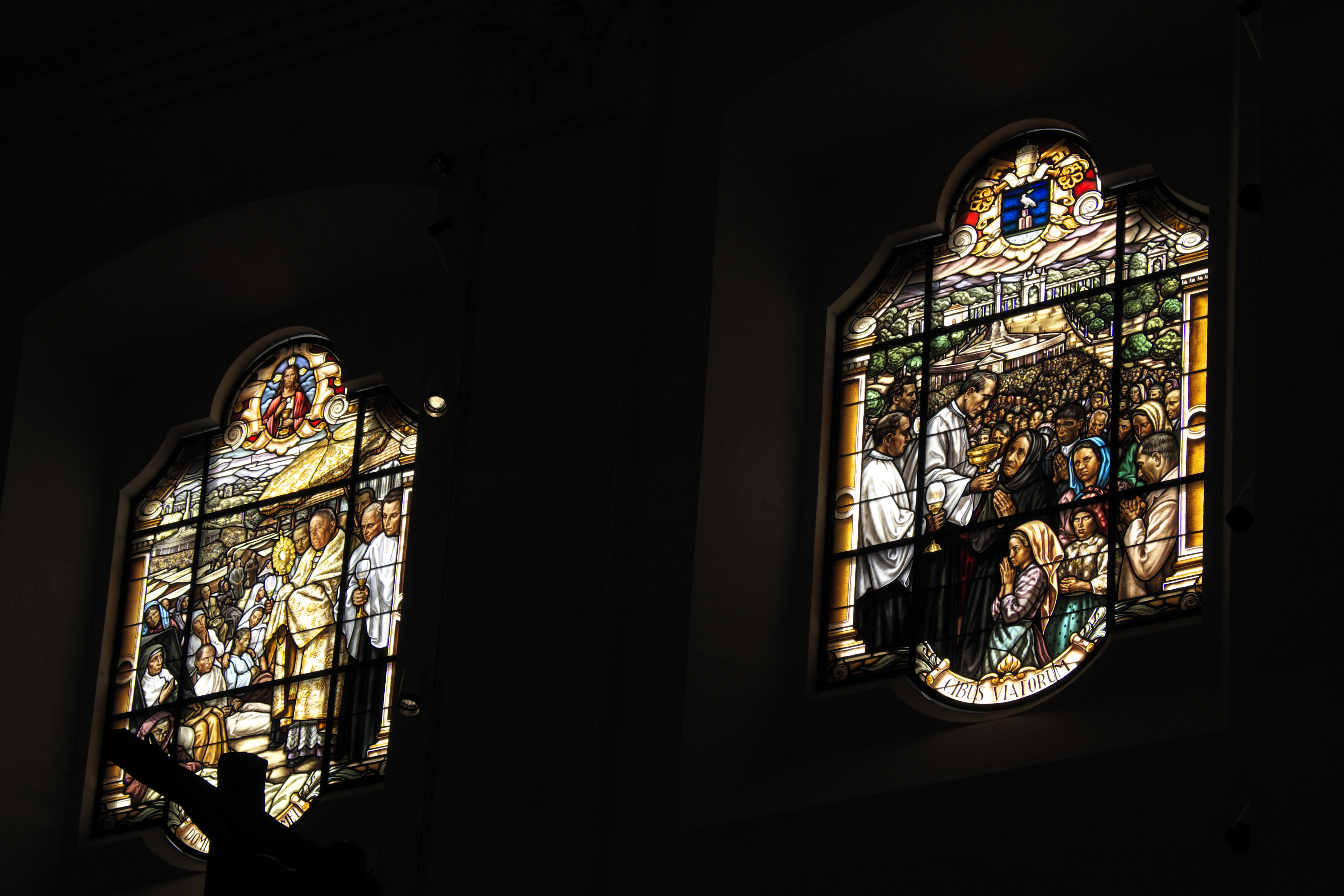
Vitráže
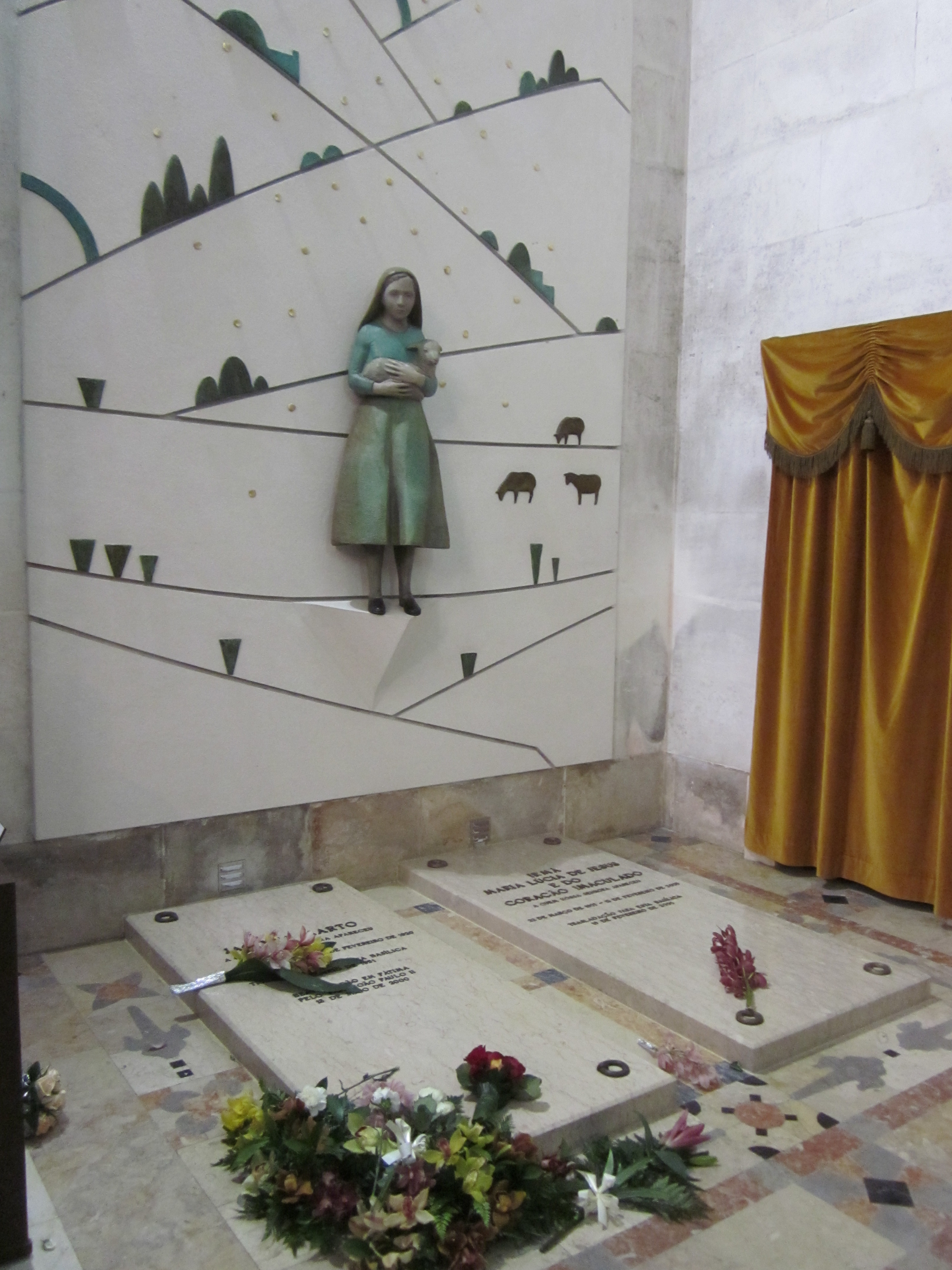
Hroby Jacinty a Lúcie
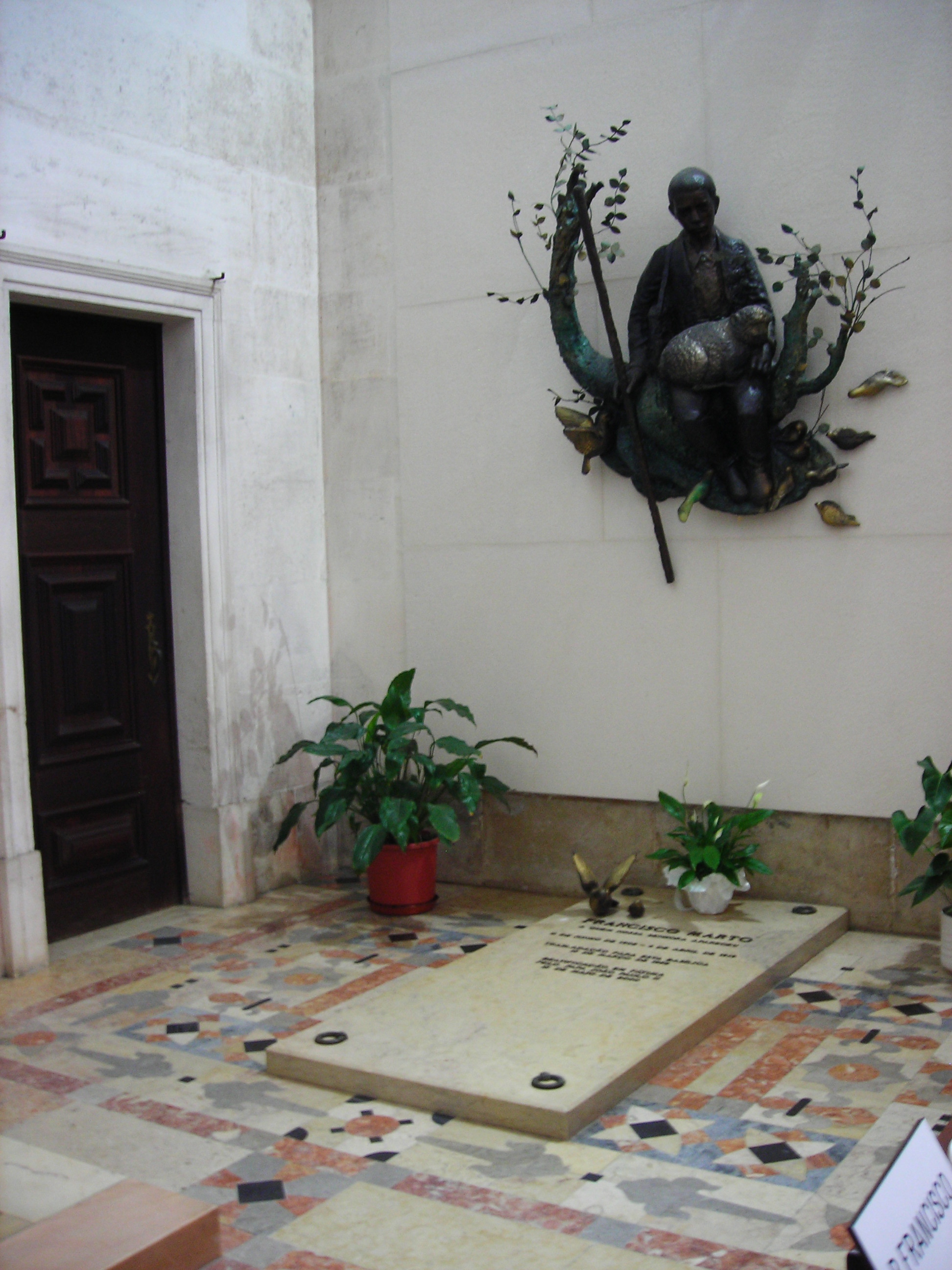
Hrob Francisca